# Cyathea universitatis
Cyathea universitatis är en ormbunkeart som först beskrevs av Vareschi, och fick sitt nu gällande namn av Maarten J.M. Christenhusz. Cyathea universitatis ingår i släktet Cyathea och familjen Cyatheaceae. Inga underarter finns listade.